# Влиланд
Влиланд (нидерл. Vlieland) — остров и община в нидерландской провинции Фрисландия, один из Фризских островов. Население острова — 1145 человек (по состоянию на 2008). На острове есть только один населённый пункт, посёлок Ост-Влиланд (нидерл. Oost-Vlieland). Площадь общины (вместе с подчинённой ей акваторией) — 315,79 км², площадь собственно острова — 40,26 км².

## География
Влиланд — один из цепочки Фризских островов, отделяющих мелководный залив Ваддензе от Северного моря. Влиланд расположен между островами Тексел и Терсхеллинг.
Влиланд состоит в основном из песка, являясь, фактически, конгломератом дюн. С целью остановки блуждающих дюн в 1920—1940 годах на острове высаживались леса (первоначально — хвойные, позднее также лиственные).
Без вмешательства человека остров постепенно перемещался бы. Для предотвращения этого ежегодно проводятся работы по намыванию берега.

## История
Остров возник в XIII веке, когда наводнение создало пролив между ним и островом Эйерланд (Eijerland), последний впоследствии присоединился к Текселю. В 1237 году граф Вильгельм II подарил Влиланд монахам монастыря церкви Лудинги (рядом с Ахлумом). В 1573 году, в ходе осады Алкмара (Восьмидесятилетняя война) остров был разорён испанцами. 30 августа 1597 года остров, населённый к тому времени мирянами, получил право на самоуправление и использование собственного герба. К этому событию было приурочено празднование 400-летия муниципалитета, отмечавшееся в 1997 году.
К концу XVII века на острове находилось два посёлка, Вест-Влиланд и Ост-Влиланд. Из-за изменения морских течений примерно с 1680 года, территория, на которой находился посёлок Вест-Влиланд, стала смываться морем. Последние жители Вест-Влиланда покинули свои дома в 1736 году и переселились в Ост-Влиланд.
В XVII веке остров жил в основном за счёт судоходства (рядом с ним находилась якорная стоянка) и китобойного промысла. Однако в XVIII веке на месте якорной стоянки образовалась мель Рихел (к настоящему времени она уже превратилась в небольшой необитаемый островок), что привело к экономическому упадку острова и обеднению его населения. Единственными местами труда стали таможня и лоцманская служба. В XIX веке население острова снижалось быстрыми темпами.
В 1896 году на Влиланде была образована фирма NV Zeebad, первая туристическая фирма острова. После Второй мировой войны остров стал популярным туристическим местом.
До 1942 года остров входил в состав провинции Северная Голландия. Немецкие оккупационные власти перевели Влиланд (а также Терсхеллинг) в состав Фрисландии.

## Транспорт

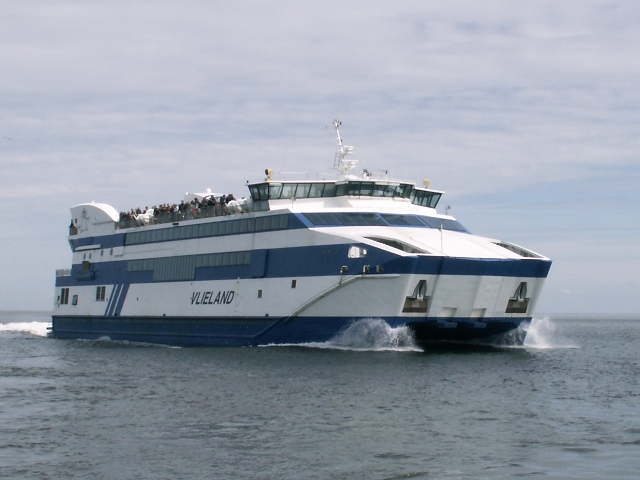
Паром пароходства Doesken

Примерно в восьмистах метрах от Ост-Влиланда расположен порт, прежде всего предназначенный для яхт. В порту есть место для примерно трёхсот яхт.
В самом Ост-Влиланде расположен причал паромов, которые связывают остров с Терсхеллингом и Харлингеном. Эти маршруты обслуживаются пароходством Doeksen и функционируют круглогодично.
В летний период также действует паромная линия между Влинадом и Текселом (только для пешеходов и велосипедистов). Обслуживает переправу пароходство De Vriendschap. Причал этой переправы расположен на восточной оконечности острова. Рядом с причалом расположен пункт проката велосипедов и остановка единственного автобусного маршрута острова.
Единственный автобусный маршрут острова связывает Ост-Влиланд, кемпинги в незастроенной части острова, и крайнюю восточную оконечность острова, где расположен причал паромов на Тексел и здание бывшей почтовой станции. Маршрут носит номер 110. Эксплуатант — TRC Vlieland, сфера действия которой ограничивается этим единственным маршрутом. В 2008 году конкурс на эксплуатацию автобусных перевозок на острове выиграла фирма Arriva, но и 1 марта 2009 года (истечение срока концессии TRC Vlieland) TRC Vlieland будет продолжать эксплуатацию автобусного транспорта острова, но уже не в роли самостоятельного перевозчика, а в роли подрядчика Arriva.

## Достопримечательности

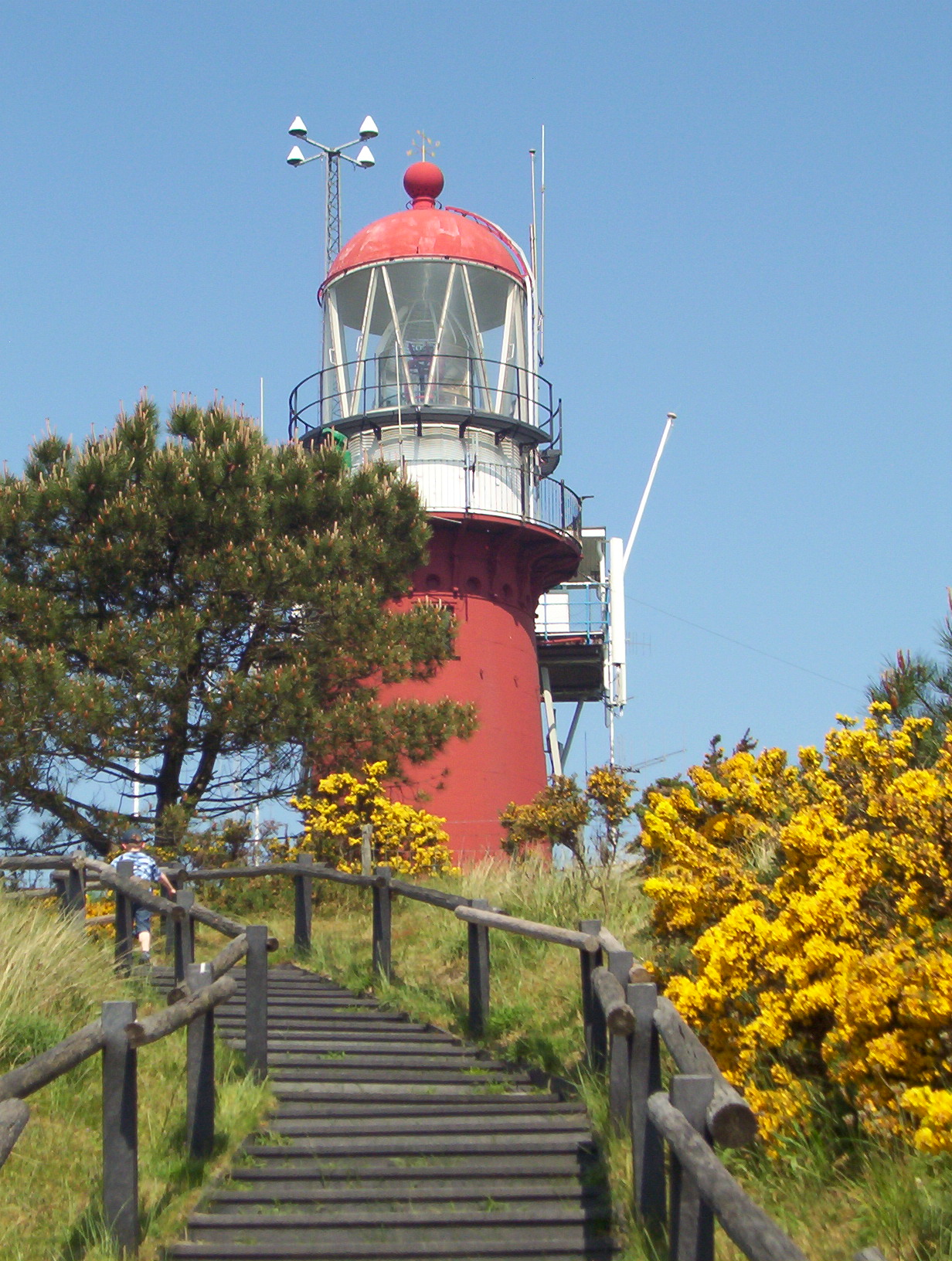
Маяк

Значительная часть застройки Ост-Влиланда относится к XVII—XVIII векам. Самый старый дом острова, «Дом Тромпа» (нидерл. Tromp's huys) был построен в 1575 году. Сейчас в нём расположен музей, экспозиции которого посвящены истории острова и нескольким личностям, связанным с островом, в частности мореплавателю Виллему де Вламингу, а также «Лютине» — парусному кораблю с грузом серебра и золота, затонувшем у острова и так и не найденному до сих пор.
Церковь Ост-Влиланда была построена в 1605 году. В 1647 году здание было расширено. Рядом с церковью расположен бывший Дом бедняков (нидерл. Armenhuis). Из-за опасности традиционных занятий жителей острова (рыболовство, китобойный промысел) на острове всегда было много вдов и сирот. Для содержания этих людей в 1641 году был основан Дом бедняков. Он функционировал за счёт местных налогов и специального налога, налагаемого на все проходящие мимо острова корабли. Дом бедняков функционировал до 1949 года, сейчас в его здании расположено кафе.
На острове есть маяк.
Однако самой главной достопримечательностью острова является его природа. Дюнно-пустынный ландшафт привлекает многочисленных туристов-любителей природы.